# Prewencja ogólna
Prewencja ogólna (zw. też „prewencją generalną”) – jedna z dyrektyw wymiaru kary. Jej celem jest oddziaływanie na społeczeństwo przez wymierzanie sprawiedliwości w sprawach karnych.
Wyróżniamy:
- Prewencję ogólną negatywną – polega ona na odstraszaniu potencjalnych sprawców przez to, że określone czyny są zabronione, a także przez to, że wymierzane są kary za przestępstwa.
- Prewencję ogólną pozytywną – kształtowanie świadomości prawnej społeczeństwa przez wymierzanie sprawiedliwości w sprawach o przestępstwa. Sprzyjać temu ma publiczny charakter rozprawy głównej, publiczne ogłaszanie wyroków, a także możliwość podania ich treści do publicznej wiadomości przez środki masowego przekazu.

Polski Kodeks karny z 1997 r. nie zawiera dyrektywy prewencji ogólnej negatywnej. Zawiera natomiast dyrektywę prewencji ogólnej pozytywnej (w art. 53 § 1).